# São Paulo
São Paulo (wym. [sɐ̃w ˈpawlu]ⓘ) – największe miasto Ameryki Południowej oraz półkuli południowej położone w południowej części Brazylii, nad rzeką Tietê, niedaleko wybrzeża Oceanu Atlantyckiego. Obszar metropolitalny obejmujący 22,6 mln mieszkańców jest dziesiątym pod względem wielkości na świecie.

## Historia
Założone zostało w 1554 roku jako misja jezuicka świętego Pawła (port. São Paulo).
W XVI i XVII wieku São Paulo było ośrodkiem handlu niewolnikami i kamieniami szlachetnymi. Prawa miejskie otrzymało w 1712 roku. W 1815 zostało stolicą prowincji (w 1889 – stanu) São Paulo. W 1822 w São Paulo proklamowana została niepodległość Brazylii. W XIX wieku było światowym centrum handlu kawą. Do rozwoju miasta przyczyniło się doprowadzenie w 1867 roku linii kolejowej z portu Santos.
17.07.2007 w mieście rozbił się samolot pasażerski Airbus A320. Zginęło 199 osób.

## Geografia
São Paulo znajduje się około 800 m n.p.m., 70 km od Oceanu Atlantyckiego. Przez miasto przepływają dwie duże rzeki: Tietê i jej dopływ Pinheiros. Pomimo tego, że trwają prace nad ich oczyszczeniem, to nadal są one poważnie zanieczyszczone.

## Demografia
Wykres liczby ludności na podstawie danych zebranych przez Instituto Brasileiro de Geografia e Estatística (w tys.)

## Gospodarka i infrastruktura
São Paulo jest jednym z największych ośrodków przemysłowych i handlowych (m.in. handel kawą) Brazylii. Znajdują się tu: największy uniwersytet kraju i trzy mniejsze, metro, oraz dwa porty lotnicze: port lotniczy São Paulo-Guarulhos i port lotniczy São Paulo-Congonhas.

## Atrakcje turystyczne
W mieście znajduje się wiele przykładów architektury współczesnej, między innymi wieżowiec Mirante do Vale oraz Museu de Arte de São Paulo na Avenida Paulista. W mieście funkcjonuje Ogród Botaniczny.

## Sport
Jest to miasto o wielkich tradycjach piłkarskich. Mają tu siedziby takie kluby, jak:
- São Paulo FC
- SE Palmeiras
- SC Corinthians Paulista
- Associação Portuguesa de Desportos
- CA Juventus
- Nacional AC
- Barcelona Esportivo Capela

Miasto posiada tor wyścigowy Interlagos, na którym od 1973 roku (od 1990 nieprzerwanie) odbywają się zawody Formuły 1.

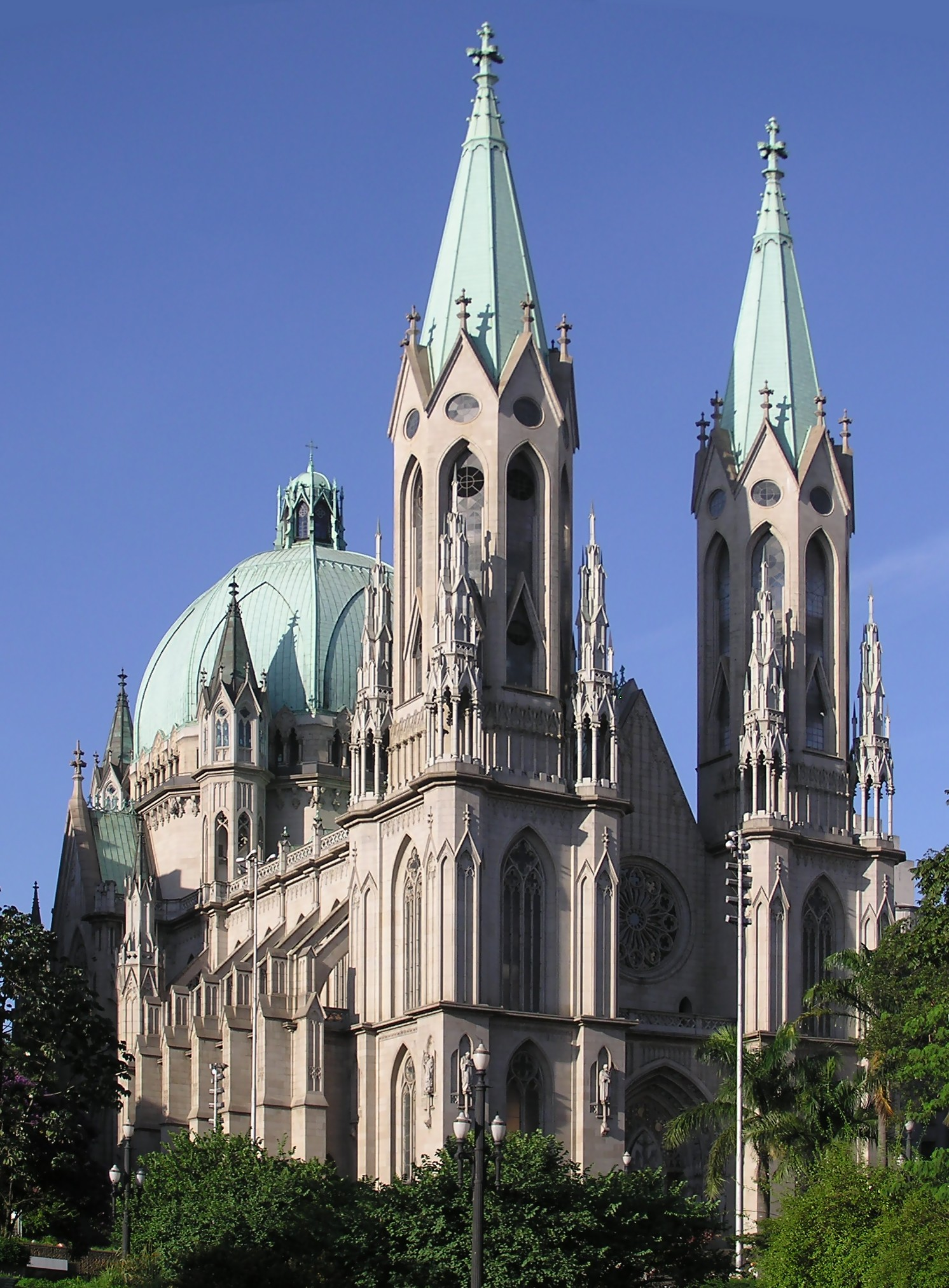
Katedra
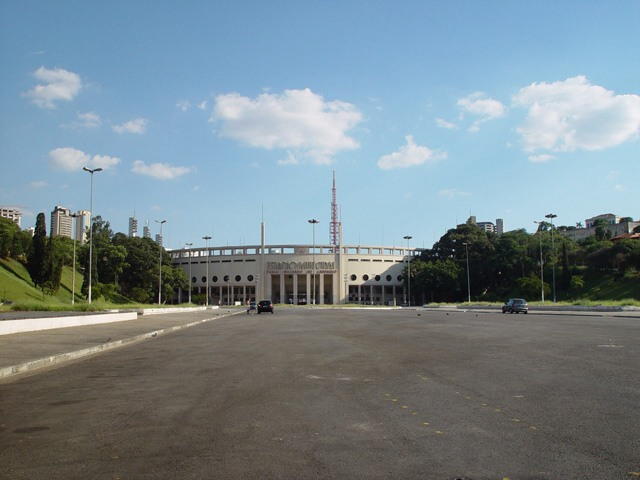
Stadion Pacaembu
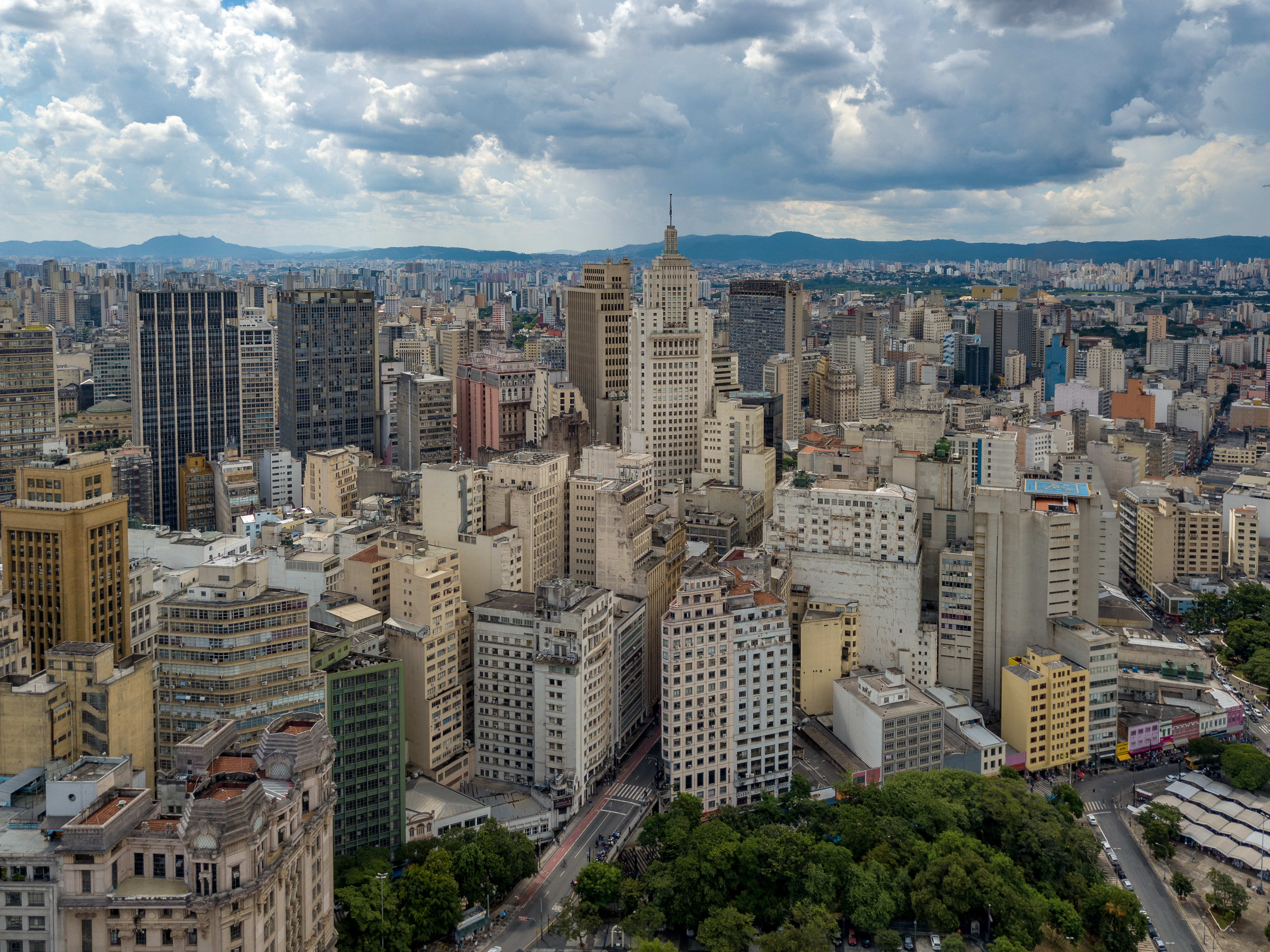
Widok na São Paulo

## Miasta partnerskie
- Abidżan (Wybrzeże Kości Słoniowej)
- Alta Floresta (Brazylia)
- Amman (Jordania)
- Asunción (Paragwaj)
- Bamako (Mali)
- Barcelona (Hiszpania)
- Budapeszt (Węgry)
- Bukareszt (Rumunia)
- Buenos Aires (Argentyna)
- Damaszek (Syria)
- Coimbra (Portugalia)
- Erywań (Armenia)
- Funchal (Portugalia)
- Góis (Portugalia)
- Hawana (Kuba)
- Johannesburg (RPA)
- Kluż-Napoka (Rumunia)
- Kordowa (Hiszpania)
- La Paz (Boliwia)
- La Plata (Argentyna)
- Leiria (Portugalia)
- Lima (Peru)
- Lizbona (Portugalia)
- Luanda (Angola)
- Makau
- Mediolan (Włochy)
- Mendoza (Argentyna)
- Montevideo (Urugwaj)
- Naha (Japonia)
- Norfolk (USA)
- Osaka (Japonia)
- Paryż (Francja)
- Pekin (Chiny)
- Presidente Franco (Paragwaj)
- San Cristóbal de La Laguna (Hiszpania)
- San José (Kostaryka)
- Santiago (Chile)
- Santiago de Compostela (Hiszpania)
- Seul (Korea Południowa)
- Sydney (Australia)
- Szanghaj (Chiny)
- Tel Awiw (Izrael)
- Toronto (Kanada)